# Науменко, Владимир Васильевич
Владимир Васильевич Науменко (27 сентября 1956, Передовое, Балаклавский район, Крымская область) — советский футболист, выступавший на позиции нападающего. Рекордсмен симферопольской «Таврии» по числу забитых голов (168). Мастер спорта СССР (1983).

## Биография
Воспитанник ДЮСШ «Балаклавец», тренеры — Николай Алексеевич Быков и Николай Леошко. 
Проходил военную службу в Группе советских войск в Германии, в этот период выступал в одной из низших лиг ГДР за «Трактор» (Альт-Руппин). После окончания службы выступал за севастопольскую «Атлантику».
В середине сезона 1979 года перешёл в симферопольскую «Таврию», где сразу стал игроком основного состава. В 1980 году стал победителем первой лиги и лучшим бомбардиром турнира с 33 забитыми голами. Дебютировал в высшей лиге 25 марта 1981 года в матче против московского «Спартака». Во втором туре чемпионата-1981, 28 марта, стал автором первого гола «Таврии» в высшей лиге, забив гол на 13-й минуте матча в ворота московского «Динамо». Всего в высшей лиге сыграл 33 матча и забил 7 голов, а «Таврия» по итогам сезона вылетела в первую лигу. В 1985 году, когда команда уже выступала во второй лиге, форвард стал лучшим бомбардиром зонального турнира с 37 мячами и чемпионом Украинской ССР.
Всего за девять сезонов в составе «Таврии» Науменко сыграл 328 матчей (шестой результат в истории клуба) и забил 168 голов, является лучшим бомбардиром клуба за всю историю. По версии портала football.ua включён в список 50 лучших игроков «Таврии» за всю историю под № 2, уступив только Сергею Шевченко.
В конце карьеры выступал за тюменский «Геолог», Океан из Керчи и никопольский «Колос», а также на любительском уровне за симферопольский «Пищевик».
Всего за карьеру забил 232 гола в соревнованиях команд мастеров, в том числе 7 — в высшей лиге, 113 — в первой и 112 — во второй. Является одним из немногих футболистов СССР и единственным представителем Украинской ССР, достигшим отметки в 100 забитых голов и в первой, и во второй лиге.

### Стиль игры
Владимир Науменко. Трудно придумать более высокую похвалу футболисту, чем сказать о нем: «сыграл, как Григорий Федотов». И хотя многие из тех, кто аплодировал главному бомбардиру «Таврии», никогда не видели легендарного Федотова на поле, говорили: «Науменко — наш Григорий Федотов!» И на игру веселого, мощного крепыша специально ходили смотреть на стадион. Да, Володя был футболистом редкого дарования, необычным и в какой-то степени неповторимым. Он был в центре атаки, прорывался к воротам, обводил, забивал. Особенно ему удавалась игра на «пятачке» перед вратарями соперников, где он, как смеялись его поклонники, мог забить даже ухом, не говоря уж о ноге!— Г.М. Немировский: «„Таврия“ — моя радость и боль»

## Достижения

#### Командные
- Чемпион мира среди железнодорожников 1983 года[7].
- Победитель Первой лиги СССР 1980 года.
- Победитель Второй лиги СССР (VI зоны) 1985 года.
- Серебряный призёр Второй лиги СССР (VI зоны) 1986 года.

#### Личные
- Лучший бомбардир в истории симферопольской «Таврии» в чемпионатах СССР (168) голов[7].
- Лучший бомбардир Первой лиги СССР (33 гола) 1980 года.
- Член символического клуба Евгения Деревяги[укр.]: 102 гола